# Вихтен
Ви́хтен (нем. и фр. Vichten, люкс. Viichten) — коммуна в Люксембурге, располагается в округе Дикирх. Коммуна Вихтен является частью кантона Реданж. В коммуне находится одноимённый населённый пункт.
Население составляет 990 человек (на 2008 год), в коммуне располагаются 390 домашних хозяйств. Занимает площадь 12,26 км² (по занимаемой площади 98 место из 116 коммун). Наивысшая точка коммуны над уровнем моря составляет 384 м. (74 место из 116 коммун), наименьшая 264 м. (74 место из 116 коммун).